# Marek Noormets
Marek Noormets, né le 14 juin 1971, à Tartu, en République socialiste soviétique d'Estonie, est un ancien joueur estonien de basket-ball. Il évolue durant sa carrière au poste d'ailier fort.